# Christine Büchner
Christine Büchner (* 1970 in Frankfurt am Main) ist eine deutsche römisch-katholische Theologin und Autorin.

## Leben
Christine Büchner studierte von 1989 bis 1995 Katholische Theologie, Germanistik und lateinische Philologie an der Goethe-Universität Frankfurt. Von 1995 bis 1997 leistete sie das Studienreferendariat ab. Die Hanns-Seidel-Stiftung förderte sie von 1998 bis 1999 mit einem Promotionsstipendium. Von 1999 bis 2004 arbeitete sie als wissenschaftliche Mitarbeiterin am Fachbereich Katholische Theologie der Goethe-Universität Frankfurt im Fach Systematische Theologie. 2003 wurde sie mit der Arbeit Gottes Kreatur – „ein reines Nichts“? Einheit Gottes als Ermöglichung von Geschöpflichkeit und Personalität im Werk Meister Eckharts promoviert. An der Eberhard-Karls-Universität Tübingen studierte sie in den Jahren 2004 und 2005 Sanskrit. Dort arbeitete sie als wissenschaftliche Angestellte an der Katholisch-Theologischen Fakultät (Dogmatik und Dogmengeschichte) von 2004 bis 2006, wo sie 2008 für Dogmatik und Ökumenische Theologie habilitiert wurde und von 2008 bis 2013 als Privatdozentin lehrte. Gleichzeitig erhielt sie die Graduiertenförderung durch die Universität Tübingen und die Gerda-Henkel-Stiftung. Zwischen 2006 und 2011 hatte sie mehrere Lehraufträge an der Goethe-Universität Frankfurt. Als Studienrätin in Frankfurt unterrichtete sie von 2007 bis 2013. Von 2014 bis 2020 war sie Professorin für Katholische Theologie an der Universität Hamburg  und von 2018 bis 2020 zugleich stellvertretende Direktorin der dortigen Akademie der Weltreligionen. Seit 2020 ist sie Inhaberin des Lehrstuhls für Dogmatik an der Katholisch-Theologischen Fakultät der Julius-Maximilians-Universität Würzburg.
Frühere und aktuelle Forschungsschwerpunkte sind Mystik und Spiritualität, Theologie der Gabe, Theologiegeschichte des Mittelalters und der Frühen Neuzeit, interreligiöser Dialog und das theologische Denken von Frauen in der Geschichte der Theologie und in der Gegenwart – besonders mit Blick auf Modelle des Gott-Welt-Verhältnisses.
Sie ist mit dem Schriftsteller Andreas Maier verheiratet.

## Akademische Auszeichnungen
- 2004: Karl-Rahner-Preis für theologische Forschung[4]
- 2007: John Templeton Award for Theological Promise[5]

## Mitgliedschaften (Auswahl)
- Seit 2019: Beirat (seit 9/2023 Leiterin) der AG Katholische Dogmatik und Fundamentaltheologie des deutschen Sprachraums[6]
- Seit 2016: Wissenschaftlicher Beirat des Jakob-Fugger-Zentrums für transnationale Studien der Universität Augsburg[7]
- 2008–2018: Erweiterter Vorstand (ab 2018 Mitglied im Vorstand) der Meister-Eckhart-Gesellschaft[8]

## Publikationen (Auswahl)
- Gottes Kreatur – „ein reines Nichts“? Einheit Gottes als Ermöglichung von Geschöpflichkeit und Personalität im Werk Meister Eckharts. Tyrolia, Innsbruck 2005, ISBN 3-7022-2640-0 (zugleich Dissertation, Frankfurt am Main 2003).
- mit Andreas Maier: Bullau. Versuch über Natur. Heinrich & Hahn, Frankfurt am Main 2006, ISBN 3-86597-038-9.
- Die Transformation des Einheitsdenkens Meister Eckharts bei Heinrich Seuse und Johannes Tauler (= Meister-Eckhart-Jahrbuch, Beiheft 1). Kohlhammer, Stuttgart 2007, ISBN 978-3-17-019378-9.
- Hildegard von Bingen. Eine Lebensgeschichte (= Insel-Taschenbuch, Band 3369). Insel-Verl., Frankfurt am Main 2009, ISBN 978-3-458-35069-9.
- Wie kann Gott in der Welt wirken? Überlegungen zu einer theologischen Hermeneutik des Sich-Gebens. Herder, Freiburg im Breisgau 2010, ISBN 978-3-451-32283-9 (zugleich Habilitationsschrift, Universität Tübingen, 2008).
- als Herausgeberin mit Christine Jung, Bernhard Nitsche, Lucia Scherzberg: Kommunikation ist möglich. Theologische, ökumenische und interreligiöse Lernprozesse. Festschrift für Bernd Jochen Hilberath. Matthias-Grünewald-Verl., Ostfildern 2013, ISBN 3-7867-2993-X.
- als Herausgeberin mit Gerrit Spallek: Im Gespräch mit der Welt. Eine Einführung in die Theologie. Matthias-Grünewald-Verl., Ostfildern 2016, ISBN 3-7867-3067-9.
- als Herausgeberin mit Markus Enders und Dietmar Mieth: Meister Eckhart interreligiös (= Meister-Eckhart-Jahrbuch, Band 10). Kohlhammer, Stuttgart 2016, ISBN 978-3-17-031542-6.
- als Herausgeberin mit Gerrit Spallek: Auf den Punkt gebracht. Grundbegriffe der Theologie. Matthias-Grünewald-Verl., Ostfildern 2017, ISBN 3-7867-3119-5.
- als Herausgeberin mit Nathalie Giele: Theologie von Frauen im Horizont des Genderdiskurses. Matthias-Grünewald-Verl., Ostfildern 2022, ISBN 978-3-7867-3239-6.
- als Herausgeberin: Verschieden- im Einssein. Eine interdisziplinäre Untersuchung zu Meister Eckharts Verständnis von Wirklichkeit (= Eckhart. Texts and Studies, 7). Peeters Publishers, Leuven 2018, ISBN 978-90-429-3481-8